# Primer gobierno de Rómulo Betancourt
La Junta Revolucionaria de Gobierno, también referida como el primer gobierno de Rómulo Betancourt (1945-1948) fue un gobierno de facto, el primero de los dos gobiernos del Trienio Adeco, sucediendo al gobierno de Isaías Medina Angarita tras el golpe de Estado autodenominado Revolución de Octubre, organizado por Acción Democrática (AD) en conjunto con Marcos Pérez Jiménez, Carlos Delgado Chalbaud y Mario Ricardo Vargas. La Junta estuvo conformada por cinco civiles y dos militares.
A nivel legislativo y electoral, se convocó a elecciones para la Asamblea Constituyente de 1946, donde el partido AD obtuvo la mayoría absoluta. Dicha Asamblea promovió la constitución de 1947, donde se legalizó el sufragio femenino total, y se gestionaron las primeras elecciones donde las mujeres acudieron a votar al presidente. Los líderes de la Junta desistieron de lanzarse a ningún cargo.
La política judicial de la Junta incluyó los arrestos y destierros de los expresidentes Isaías Medina Angarita (junto con gran parte de su gabinete) y Eleazar López Contreras, así como el establecimiento de un Jurado de Responsabilidad Civil y Administrativa para evaluar la corrupción durante las administraciones gocemistas, lopecista y medinista. A su vez, la policía fue reestructurada y convertida en la Dirección de Seguridad Nacional.
Tras su victoria electoral, Rómulo Betancourt le cedió el poder a su compañero de partido, Rómulo Gallegos. Betancourt posteriormente encabezó un gobierno constitucional entre 1959 y 1964.

## Contexto histórico

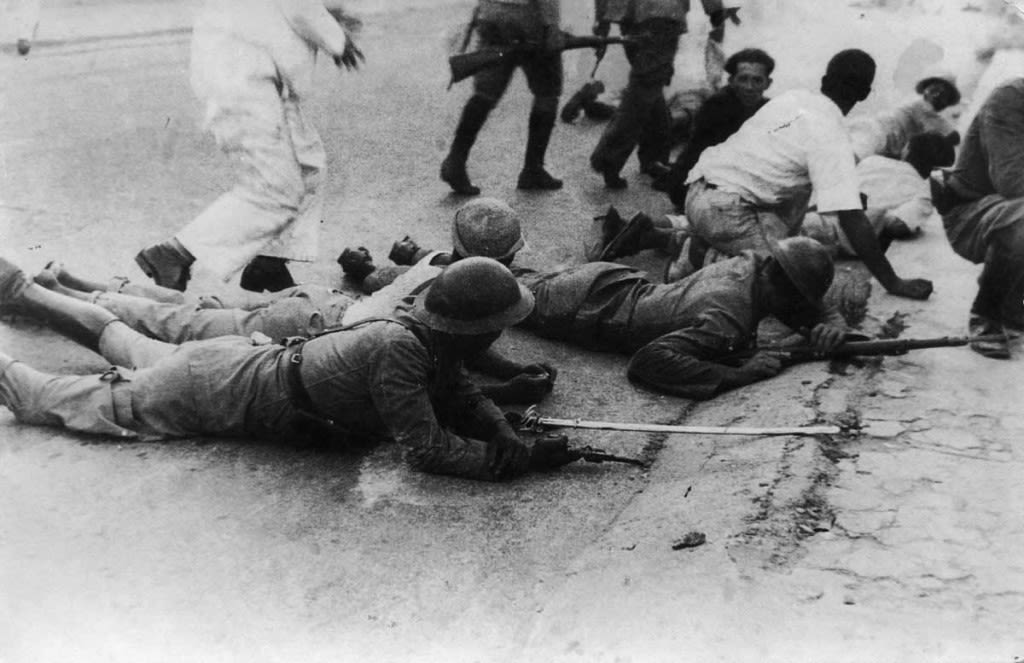
Enfrentamiento durante el Golpe de Estado de 1945.

En 1945 la oposición liderada por Rómulo Betancourt llegó a un acuerdo con el sucesor elegido del presidente Isaías Medina Angarita, Diógenes Escalante, para legalizar el voto directo para las elecciones presidenciales, pero Escalante vio deteriorada su salud mental al regresar a Venezuela, por lo que fue descartado para la presidencia. Sin un aval gubernamental para la legalización del voto directo, el 13 de octubre de ese año, AD llamó a la abstención en las próximas elecciones presidenciales. Paralelo a eso y en secreto, la Unión Patriótica Militar (representada por Marcos Pérez Jiménez, Francisco Gutiérrez y Horacio López Conde) y los dirigentes de AD (representados por Betancourt y Raúl Leoni) conspiraron para llevar a cabo el golpe de Estado de 1945, donde los militares propusieron formar un gobierno presidido por Betancourt. Eleazar López Contreras y Medina Angarita fueron expulsados del país.

## Gabinete

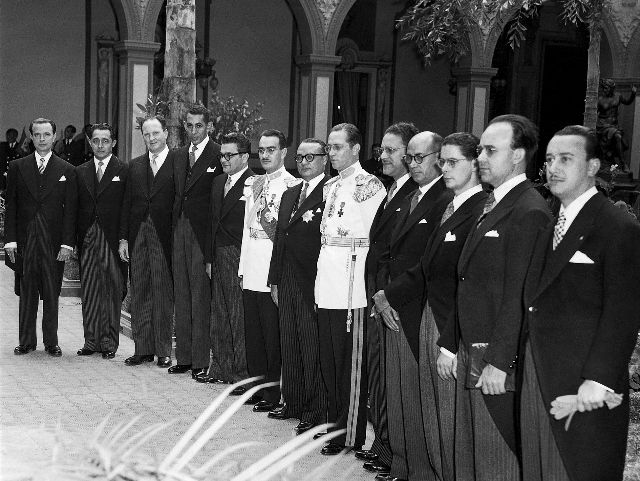
Gabinete de la Junta Revolucionaria de Gobierno.

| Gabinete Ejecutivo Período 1945-1948           | Gabinete Ejecutivo Período 1945-1948 | Gabinete Ejecutivo Período 1945-1948 |
| ---------------------------------------------- | ------------------------------------ | ------------------------------------ |
| Organismo                                      | Autoridad                            | Período                              |
| Ministerio de Relaciones Interiores            | Valmore Rodríguez                    | 1945–1946                            |
| Ministerio de Relaciones Interiores            | Mario Ricardo Vargas                 | 1946–1948                            |
| Ministerio de Relaciones Exteriores            | Carlos Morales Fernández             | 1945–1947                            |
| Ministerio de Relaciones Exteriores            | Gonzalo Barrios                      | 1947–1948                            |
| Ministerio de Hacienda                         | Carlos Alberto D'Ascoli              | 1945–1947                            |
| Ministerio de Hacienda                         | Manuel Pérez Guerrero                | 1947–1948                            |
| Ministerio de Defensa                          | Carlos Delgado Chalbaud              | 1945–1948                            |
| Ministerio de Fomento                          | Juan Pablo Pérez Alfonzo             | 1945–1948                            |
| Ministerio de Obras Públicas                   | Luis Lander                          | 1945–1946                            |
| Ministerio de Obras Públicas                   | Eduardo Mier y Terán                 | 1946–1947                            |
| Ministerio de Obras Públicas                   | Edgar Pardo Stolk                    | 1947–1948                            |
| Ministerio de Educación                        | Humberto García Arocha               | 1945–1946                            |
| Ministerio de Educación                        | Antonio Anzola Carrillo              | 1946–1947                            |
| Ministerio de Educación                        | Luis Beltrán Prieto Figueroa         | 1947–1948                            |
| Ministerio del Trabajo                         | Raúl Leoni                           | 1945–1948                            |
| Ministerio de Comunicaciones                   | Mario Ricardo Vargas                 | 1945–1946                            |
| Ministerio de Comunicaciones                   | Valmore Rodríguez                    | 1946–1947                            |
| Ministerio de Comunicaciones                   | Antonio Martín Araujo                | 1947–1948                            |
| Ministerio de Agricultura y Cría               | Eduardo Mendoza Goiticoa             | 1945–1947                            |
| Ministerio de Agricultura y Cría               | Ricardo Montilla                     | 1947–1948                            |
| Ministerio de Sanidad y Asistencia Social      | Edmundo Fernández Marquis            | 1945–1948                            |
| Secretaría de la Junta Provisional de Gobierno | Luis Beltrán Prieto Figueroa         | 1945–1947                            |
| Secretaría de la Junta Provisional de Gobierno | José Giacoppini Zárraga              | 1947–1948                            |

## Política nacional
Durante los primeros meses de gobierno la Junta Revolucionaria de Gobierno estableció el Ministerio de Comunicaciones.

### Política legislativa

Asamblea Constituyente de Venezuela de 1946. De gris, el partido oficialista Acción Democrática.

La Junta decretó plenas garantías para los partidos políticos en 1945, y convocó una Asamblea Nacional Constituyente al año siguiente; según el Observatorio Electoral Venezolano: «La prensa calificó la cita del 27 de octubre de 1946 como las primeras elecciones absolutamente limpias en la historia nacional, sin ningún incidente, con orden y tranquilidad». En dichas elecciones fueron electas por primera vez mujeres constituyentistas, siendo Ana Luisa Llovera electa como principal y otras once candidatas electas como suplentes.
Tras la Constituyente, se sancionó una nueva constitución en 1947 donde se otorgó sufragio total femenino.

### Política judicial
Tras el golpe de Estado de 1945, casi todo el gabinete de Isaías Medina Angarita fue puesto bajo arresto, junto con el expresidente Eleazar López Contreras y algunos presidentes de estado (gobernadores) hasta el 30 de noviembre de ese año, fueron desterraros a Miami los dos presidentes y 14 funcionarios adicionales, entre estos, el exministro Arturo Uslar Pietri.

### Política de defensa
Durante los primeros meses de gobierno la Junta Revolucionaria de Gobierno estableció la Escuela Náutica. Se aprobó en 1947 una nueva constitución, en la cual se mantuvo el servicio militar obligatorio, pero se prohibió el reclutamiento forzado en el artículo 30.

### Política económica
Betancourt expresó que en aquel entonces estaban convencidos de que Venezuela «no puede saltar la etapa del desarrollo capitalista de su economía», por lo que aseguró que lo que se desarrollaba «se emparienta más con la revolución democrático-burguesa que con la revolución socialista».
Se creó la Corporación de Economía Básica con aportes de capital de la Standard Oil of New Jersey y de su subsidiaria en Venezuela la Creole Petroleum Corporation.

### Política de seguridad
La Junta Revolucionaria de Gobierno reorganizó la policía, creando la Dirección de Seguridad Nacional en agosto de 1946.

### Política electoral

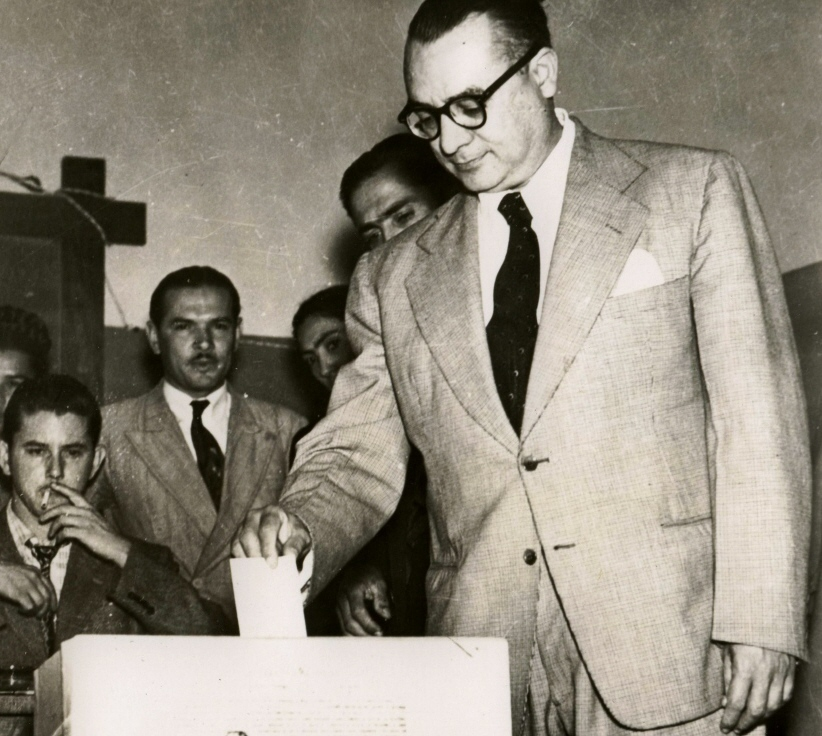
Rómulo Gallegos vota para la Asamblea Constituyente de 1946.

Tras su instalación, la Junta Revolucionaria de Gobierno prometió respeto a todos los partidos, incluyendo el Partido Democrático Nacional de Isaías Medina, jurando no tener privilegios como partido oficialista en las próximas elecciones. En 1948 se realizaron las primeras elecciones presidenciales secretas y directas desde 1897, y las primeras bajo sufragio universal, donde resultó electo presidente el escritor Rómulo Gallegos, por AD.
Los miembros de la Junta Revolucionaria se autoinhabilitaron para postularse como diputados constituyentes o como presidente.

### Política de trabajo
El 30 de noviembre de 1945 se decretó que el sueldo del presidente y sus ministros sería de 4000 bolívares.

### Política en medios de comunicación
Una vez instalada, la Junta Revolucionaria de Gobierno dio una conferencia de prensa, donde asistieron reporteros de El Universal, Últimas Noticias, El País, La Esfera, El Heraldo, El Nacional (incluyendo al redactor jefe Miguel Otero Silva), y un reportero de la Associated Press (AP).
El 27 de octubre de 1945 se prohibió a los medios informar sobre movimientos  de tropas, así como otras operaciones de carácter militar.
El 1 de noviembre de 1945 El Universal informó el gobierno se hizo dueño del periódico El Tiempo, hasta entonces un medio pro-medinista.
El 4 de enero de 1946 fue clausurado el periódico semanal El Demócrata, de Raúl Osuna, bajo la acusación de que injuriaba sistemáticamente al gobierno revolucionario.

### Política de transporte
La Junta Revolucionaria de Gobierno rebajó el precio de los pasajes aéreos nacionales.

### Política educativa
La Junta Revolucionaria de Gobierno reabrió la Universidad del Zulia (LUZ), cerrada desde 1904 por la dictadura de Cipriano Castro. A mediados de 1946 se publicó el decreto 321, un documento oficial que influía sobre el sistema de calificaciones, promociones y exámenes en educación primaria y secundaría.

### Política de derechos humanos
El 26 de diciembre de 1946 se creó una comisión para investigar supuestas torturas a los detenidos políticos. Las investigaciones concluyeron en que afirmativamente hubo casos de violaciones a los derechos humanos. La junta revolucionaria de gobierno procede a destituir a los responsables de sus cargos. El 11 de enero de 1947 el gobierno procedió a liberar a todos los presos políticos que denunciaron haber sido torturados.

## Política exterior
La Junta Revolucionaria de Gobierno estableció la Flota Mercante Gran Colombiana junto con Colombia y Ecuador.

## Oposición

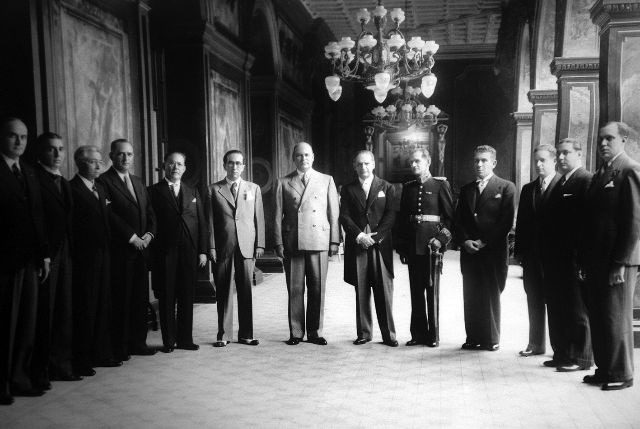
Casi todo el gabinete de Isaías Medina fue arrestado tras el golpe de Estado de 1945.

Se establecieron los partidos políticos Unión Republicana Democrática (URD) y Copei, que hicieron oposición política a la Junta Revolucionaria de Gobierno.
El 11 de junio de 1946 Copei convocó a una manifestación en la Plaza Urdaneta de Caracas que terminó en un tiroteo; los perpetradores gritaban "muera Copei, abajo la reacción". Unos días después el 18 de junio, mientras Rafael Caldera daba un discurso en el Nuevo Circo de Caracas, hubo un encuentro donde fueron asesinados 2 personas y 7 fueron heridos.
El 2 de diciembre de 1946 hubo un alzamiento en contra del gobierno.